# Campeonato Carioca de Futebol de 1936 (FMD)
O Campeonato Carioca de Futebol de 1936 organizado pela pela Federação Metropolitana de Desportos (FMD) foi vencido pelo Vasco da Gama, que conquistou o bicampeonato consecutivo, e o Madureira ficou com o vice-campeonato.

## Classificação

### Primeiro turno
| Classificação | Classificação | Classificação | Classificação | Classificação | Classificação | Classificação | Classificação | Classificação | Classificação |
| Pos           | Time          | PG            | J             | V             | E             | D             | GP            | GS            | SG            |
| ------------- | ------------- | ------------- | ------------- | ------------- | ------------- | ------------- | ------------- | ------------- | ------------- |
| 1             | Vasco da Gama | 10            | 6             | 5             | 0             | 1             | 15            | 5             | +10           |
| 1             | São Cristóvão | 10            | 6             | 4             | 2             | 0             | 15            | 9             | +6            |
| 3             | Andarahy      | 8             | 6             | 3             | 2             | 1             | 14            | 9             | +5            |
| 4             | Botafogo      | 6             | 6             | 3             | 0             | 3             | 15            | 11            | +4            |
| 5             | Madureira     | 6             | 6             | 2             | 2             | 2             | 12            | 12            | 0             |
| 6             | Bangu         | 2             | 6             | 1             | 0             | 5             | 9             | 16            | -7            |
| 7             | Olaria        | 0             | 6             | 0             | 0             | 6             | 6             | 24            | -18           |

#### Decisão do primeiro turno
13/09/1936 Vasco da Gama 2-0 São Cristóvão

### Segundo turno
| Classificação | Classificação | Classificação | Classificação | Classificação | Classificação | Classificação | Classificação | Classificação | Classificação |
| Pos           | Time          | PG            | J             | V             | E             | D             | GP            | GS            | SG            |
| ------------- | ------------- | ------------- | ------------- | ------------- | ------------- | ------------- | ------------- | ------------- | ------------- |
| 1             | Madureira     | 11            | 6             | 5             | 1             | 0             | 18            | 6             | +12           |
| 2             | Botafogo      | 9             | 6             | 4             | 1             | 1             | 19            | 6             | +13           |
| 3             | Vasco da Gama | 7             | 6             | 3             | 1             | 2             | 12            | 6             | +6            |
| 4             | São Cristóvão | 6             | 6             | 3             | 0             | 3             | 15            | 12            | +3            |
| 5             | Andarahy      | 5             | 6             | 2             | 1             | 3             | 11            | 20            | -9            |
| 6             | Bangu         | 2             | 6             | 1             | 0             | 5             | 11            | 17            | -6            |
| 6             | Olaria        | 2             | 6             | 0             | 2             | 4             | 7             | 26            | -19           |

## Decisão do título
06/12/1936 Vasco da Gama 0-1 Madureira
13/12/1936 Vasco da Gama 2-1 Madureira
14/03/1937 Vasco da Gama 2-1 Madureira

## Premiação
| Campeonato Carioca de 1936 (FMD)  |
| Rio de Janeiro                    |
| --------------------------------- |
| VASCO DA GAMA Campeão (5º título) |

## Classificação final
| Classificação | Classificação | Classificação | Classificação | Classificação | Classificação | Classificação | Classificação | Classificação | Classificação |
| Pos           | Time          | PG            | J             | V             | E             | D             | GP            | GS            | SG            |
| ------------- | ------------- | ------------- | ------------- | ------------- | ------------- | ------------- | ------------- | ------------- | ------------- |
| 1             | Vasco da Gama | 21            | 15            | 10            | 1             | 4             | 31            | 14            | +17           |
| 2             | Madureira     | 19            | 15            | 8             | 3             | 4             | 33            | 22            | +11           |
| 3             | São Cristóvão | 16            | 12            | 7             | 2             | 3             | 30            | 21            | +9            |
| 4             | Botafogo      | 15            | 12            | 7             | 1             | 4             | 34            | 17            | +17           |
| 5             | Andarahy      | 13            | 12            | 5             | 3             | 4             | 25            | 29            | -4            |
| 6             | Bangu         | 4             | 12            | 2             | 0             | 10            | 20            | 33            | -13           |
| 7             | Olaria        | 2             | 12            | 0             | 2             | 10            | 13            | 50            | -37           |